# William Evan Price
Ne doit pas être confondu avec son père, William Price (1789-1867)
Pour les articles homonymes, voir William Price et Famille Price.
William Evan Price est un industriel et un politicien québécois né le 17 novembre 1827 à Sillery (Québec) et mort le 12 juin 1880 dans cette même ville.
Il est l'un des fils de William Price, qualifié de « père du Saguenay ». En 1847, il commence à s'impliquer dans l'entreprise familiale, spécialisée dans le bois, avant d'assumer la direction de la William Price and Sons en 1855 à partir de Chicoutimi. Au décès du père en 1867, William Evan fonde avec ses frères Evan John Price et David Edward Price la Price Brothers and Company qu'il administre jusqu'à sa mort, survenue en 1880. Entre-temps, il est député du Parti conservateur au fédéral de Chicoutimi-Saguenay puis à l'Assemblée législative pour la circonscription du même nom.

## Biographie

### Enfance et formation
William Evan vient au monde dans la maison familiale de Wolfesfield. Ses parents sont William Price et Jane Stewart. William Evan est le second de leurs quatorze enfants. Cette famille de la bourgeoisie marchande anglophone de Québec possède un domaine sur le chemin Saint-Louis, appelé Wolfesfield. L'été, les Price séjournent dans leur villa au Saguenay. William Price a donné une excellente éducation à ses enfants, envoyant les filles au couvent et les fils en Angleterre. Nous ne savons pas si ce fut le cas de William Evan. Il étudie toutefois au Dr. Lundy's Classical College et à Kingston.

Pendant ce temps, William Price poursuit ses activités commerciales. Il s'implante au Saguenay à partir de 1838. Il se souviendra plus tard de cette époque : « Durant les malheureux troubles de 1837 et 38, les premiers colons pénétrèrent dans le Saguenay, aidés par votre pétitionnaire. C'était des habitants de la Malbaie, depuis longtemps à [mon] emploi... » Ces habitants ont en effet fondé la Société des Vingt-et-un en 1837. William Price y participe en leur fournissant des matériaux et des provisions. Au printemps 1838, les membres de la société construisent des scieries à Grande-Baie. Les colons se multiplient mais la Société des Vingt-et-un périclite. En 1842, Price rachète les propriétés de celle-ci et s'associe avec Peter McLeod. Au début des années 1840, William Price continue son expansion. Il acquiert plusieurs autres scieries, notamment au Saguenay et sur la rive sud du Saint-Laurent, ainsi que des concessions forestières. En 1844, il fait construire les premières scieries à Chicoutimi. Très rapidement, il implique son aîné, David Edward, dans le commerce. 

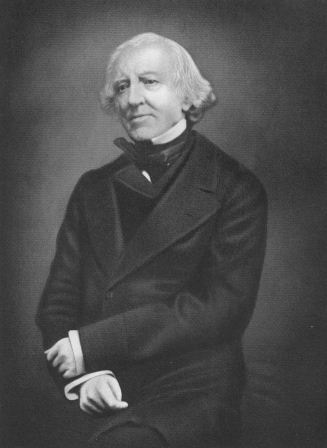
William Price, le père du Saguenay.

En 1845, John Le Sueur, un employé de celui qu'on nomme déjà le père du Saguenay, décrit ainsi son arrivée à Grande-Baie, qui devient rapidement l'un des principaux centres d'activité de Price :
« J'ai trouvé l'endroit sauvage, mais avec plus de société que je ne l'aurais supposé. Il n'y a pas moins de 40 à 50 protestants à la Rivière du Moulin et à Grande Baie, tous en très bons termes. J’ai rencontré deux employés de la Compagnie de la Baie d'Hudson, dont l'un, un Métis, est un vrai gentleman. J'ai enfin vu McLeod qui s'est dit désolé de ne pouvoir me loger confortablement. En effet sa maison est arrangée comme un wigwam ».
C'est dans ce contexte qu'en 1847, David Edward et William Evan commencent à participer à l'entreprise au Saguenay ou à effectuer des tournées des établissements de leur père. Puis, ce dernier achète et afferme de nouvelles terres au nom de ses fils David Edward, William Evan et Richard dès 1850.

### Price Brothers and Company

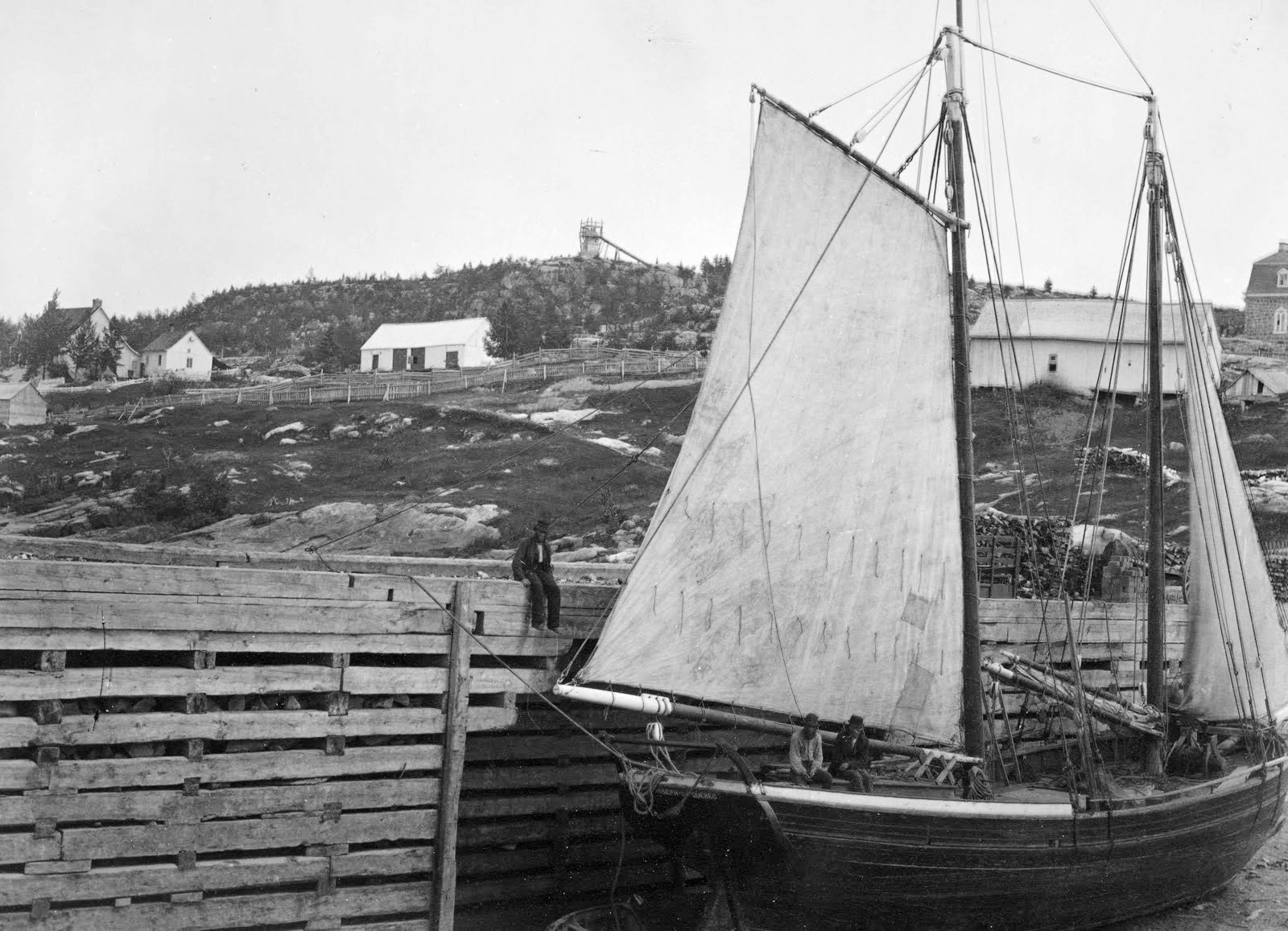
Le quai de Chicoutimi en 1881. William Evan est le gérant du bureau de Chicoutimi.

Aux côtés de son père, William Evan assume la direction de la William Price and Sons, fondée en 1855. Il s'installe à Chicoutimi. On disait de lui qu'il était « plus modeste que son frère aîné, n'était pas homme de lutte comme lui. Il faisait le bien tranquillement en gérant les affaires de la maison Price à Chicoutimi. »    
À la mort de son père en 1867, William Evan fonde la Price Brothers and Company avec ses deux frères Evan John Price et David Edward Price. Il dirige l'entreprise jusqu'à sa mort.
La compagnie est ébranlée lors du Grand feu du Saguenay-Lac-Saint-Jean de mai 1870 qui dévaste la région, de Saint-Félicien jusqu'à La Baie. Sept personnes décèdent au cours de ce désastre et 700 familles sont jetées à la rue ou perdent leur maison ou des bâtiments. Selon des témoins, dont un certain Xavier Dufour, William Evan Price craignait tellement pour ses moulins et un important stock de bois à Chicoutimi qu'il se serait empressé de demander le concours de Mgr Dominique Racine, premier évêque du diocèse. M. Dufour rapporte que, miraculeusement, le feu s’est arrêté là où Mgr Racine a passé. M. Price tenait monseigneur par sa soutane et le suivait.
Price aurait par la suite fait preuve de générosité envers les sinistrés, en les accueillant dans ses hangars, en leur donnant le nécessaire et en donnant une forte somme d'argent dans une campagne de souscription. Ce ne serait pas le seul événement où il aurait témoigné son soutien envers les habitants de la région puisqu'il aurait multiplié les dons en argent et en matériaux aux églises ou aux institutions tel que le Séminaire de Chicoutimi.

### Député pour le comté Chicoutimi-Saguenay

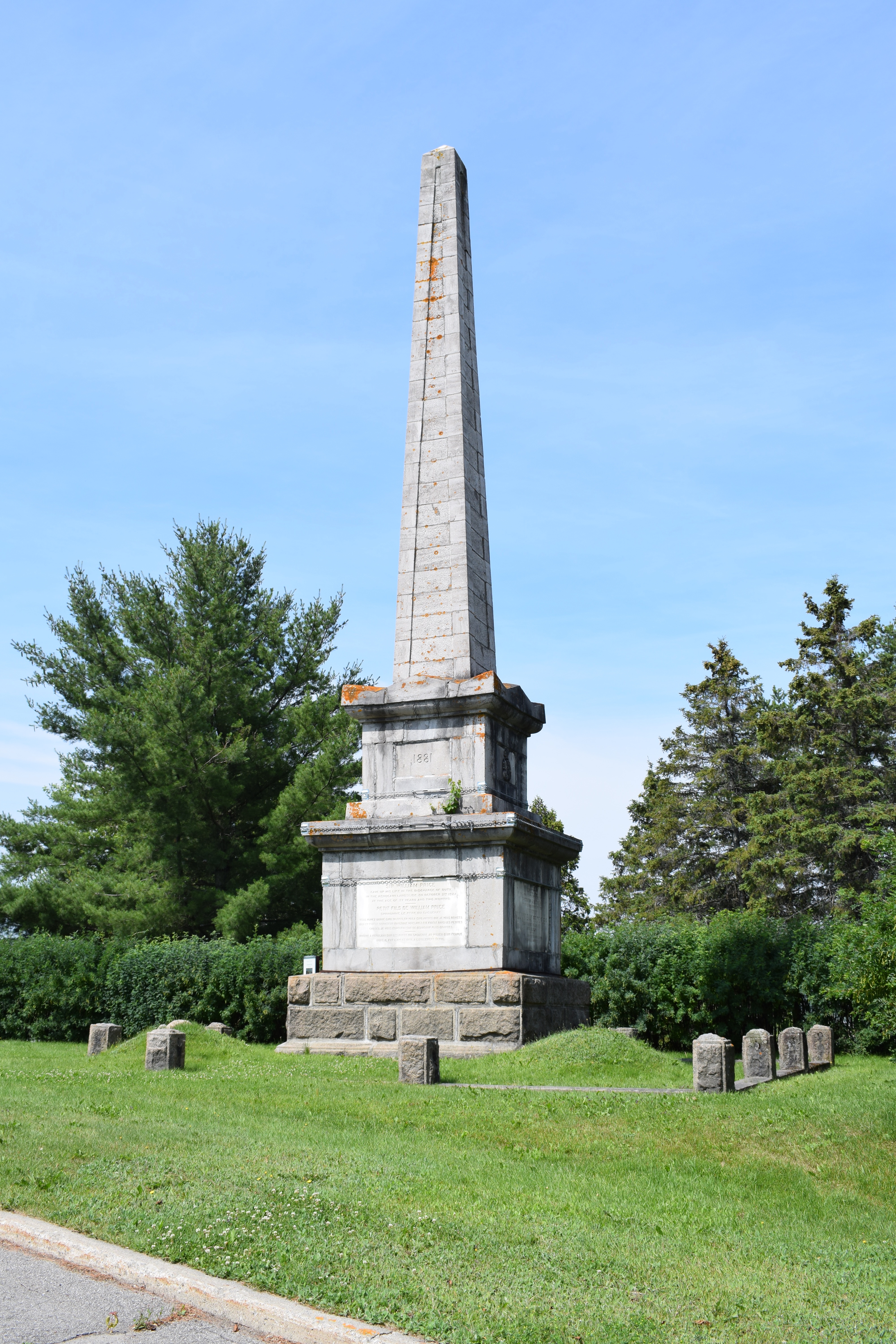
Monument en l'honneur de William Evan Price et de William Price père à Chicoutimi. Il a longtemps servi de balise pour la navigation.

Comme ses frères Evan John Price et David Edward Price, William Evan fait carrière en politique. Comme eux, il est d'allégeance conservatrice. Il se présente d'abord contre le libéral Pierre-Alexis Tremblay. Dans une adresse à ses électeurs, il déclare :
« Je n'hésite pas à le déclarer publiquement, et je vous en donne ma parole, que je serai toujours en faveur de toutes les demandes que Messeigneurs vos Évêques feront dans l’intérêt de la religion catholique romaine. Je vous déclare de plus publiquement, que je suivrai toujours et avant tout, en politique, les conseils de vos Évêques et prêtres. Quant aux écoles catholiques, je les soutiendrai de toute mon influence, et  je les protégerai de toutes manières. Je travaillerai pour tous vos intérêts! Je protégerai en tout et partout votre religion et votre nationalité canadienne-française. »
Il remporte l'élection et devient député conservateur à la Chambre des communes pour le comté de Chicoutimi-Saguenay le 20 juillet 1872. Il reste en poste jusqu'au 2 janvier 1874. Il poursuit sa carrière à Québec et se fait élire député conservateur à l'Assemblée législative pour le comté de Chicoutimi-Saguenay en 1875. Il sera réélu en 1878. Il participe notamment aux travaux concernant les chemins de fer, les mines et la colonisation. Sa santé déclinant, Price remet finalement sa démission le 13 février 1880.

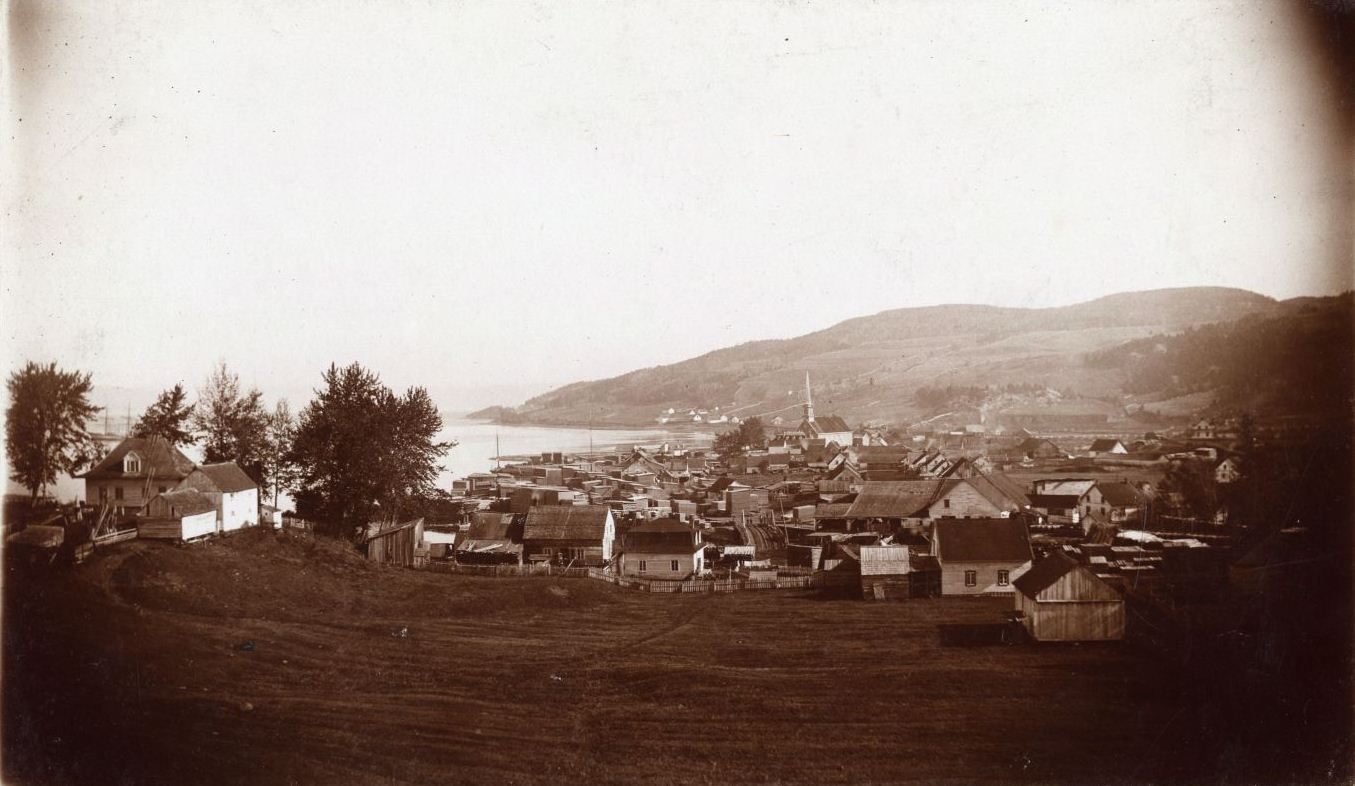
Grande-Baie, l'un des principaux centres d'activités des Price à la fin du XIX^{e} siècle.

### Décès
William Evan Price décède chez lui, à Wolfesfield à Québec le 12 juin 1880. Il est inhumé au cimetière Belmont. Il était célibataire.
David Edward puis Evan John prennent la relève de l'entreprise après sa mort. Au décès d'Evan John, la compagnie passe aux mains de sir William Price, un neveu. C'est lui qui réoriente la Price Brothers Limited vers les pâtes et papiers et la production de papier.

## Hommages
- Un monument a été construit en son honneur et celui de son père à Chicoutimi le 24 juin 1882[20]. Il est inauguré notamment en présence de la Société Saint-Jean-Baptiste et du maire de la ville.

- Le village de Price a été nommé en son honneur.
- La rue William-Evan-Price à Price dans le Bas-Saint-Laurent porte son nom.